# كورتيولونا (بافيا)
كورتيولونا (بالإيطالية: Corteolona)‏ هي بلدة تقع في مقاطعة بافيا بإقليم لومبارديا في شمال إيطاليا. تبلغ مساحة هذه المدينة 10 (كم²)، وترتفع عن سطح البحر م، بلغ عدد سكانها 2017 نسمة في عام 2004 حسب إحصاء المعهد الوطني للإحصاء.

## السكان
في سنة 1861 بلغ عدد السكان 1٬990 نسمة، وتطور العدد ليصل في سنة 2011 لـ 2٬132 نسمة.
يظهر هذا المخطط البياني تطور النمو السكاني لـ كورتيولونا (بافيا)